# Augustinuskirche
Augustinuskirchen sind Kirchen, die nach dem hl. Augustinus von Hippo oder (in England) dem hl. Augustinus von Canterbury benannt sind. Gebräuchlich sind auch die Schreibweisen St.-Augustinus-Kirche oder St. Augustin.

## Algerien
- Augustinusbasilika, Annaba

## Deutschland
- St. Augustinus (Aalen)
- Schulkirche (Amberg)
- St. Augustinus (Neu-Listernohl) in Attendorn
- St.-Augustinus-Kirche (Berlin), Berlin-Prenzlauer Berg
- St. Augustinus (Querenburg) in Bochum
- St. Augustinus (Bonn)
- St. Augustinus (Cloppenburg)
- St. Augustin (Coburg)
- St. Augustinus (Dettelbach)
- St. Augustinus (Düsseldorf-Eller)
- St. Augustinus (Stopfenheim) in Ellingen
- St. Augustinus (Wiesbach) in Eppelborn
- Augustinuskirche (Erfurt)
- St. Augustinus (Essen)
- St. Augustinus (Esslingen)
- St. Augustinus (Feldgeding)
- Propsteikirche St. Augustinus, Gelsenkirchen
- St. Augustinus (Hameln)
- St. Augustinus (Ricklingen) in Hannover
- St. Augustinus (Heilbronn)
- St. Augustinus (Keppel) in Hilchenbach
- St. Joseph und Augustinus (Hötensleben)
- St. Augustin (Ingolstadt)
- St. Augustinus (München-Trudering)
- St. Augustinus (Nordhorn)
- St. Augustinus (Hohnstedt), Stadt Northeim
- St. Augustinus (Saarbrücken)
- St. Augustinus (Menden), Sankt Augustin
- Augustinuskirche (Schwäbisch Gmünd)
- Pfarrkirche St. Augustinus (Viechtach)
- Englische Kirche (Wiesbaden)
- St. Augustinus (Willingen)

## Frankreich
- St-Augustin (Nizza)
- St-Augustin in Paris
- Kapelle Sant’Agostino von Chera, Korsika

## Großbritannien
- Abtei St. Augustinus in Canterbury
- St Augustine’s Episcopal Church in Dumbarton
- St Augustine’s Church (Brighton)
- St Augustine Church (Bristol)
- St Augustine’s Church (Edgbaston)
- St Augustine Watling Street, London
- St Augustine’s Church (Pendlebury)

## Irland
- John’s Lane Church, Dublin

## Italien
- Stiftskirche St. Augustin der Abtei Muri-Gries in Bozen-Gries-Quirein
- Sant’Agostino (Ferrara)
- Santi Agostino e Cristina, Florenz
- Sant’Agostino degli Scalzi (auch bekannt als: Santa Maria della Verità !), in Neapel
- Sant’Agostino (Palermo)
- Sant’Agostino (Rieti)
- Rom:
  - Sant’Agostino in Campo Marzio
  - Sant’Agostino di Canterbury
- Sant’Agostino (San Gimignano)
- Sant’Agostino (Siena)
- Sant’Agostino (Tirano)
- Sant’Agostino (Trapani)
- Kloster Sant’Agostino di Montalto, Provinz Viterbo

## Kolumbien
- San Agustín (Pasto)

## Niederlande
- Alt-Katholische Kirche (Den Haag)

## Österreich
- Pfarrkirche Perchtoldsdorf
- Pfarrkirche St. Johann am Steinfeld hll. Johannes der Täufer und Augustinus von Hippo
- Pfarrkirche Schrattenthal
- Filialkirche St. Margarethen im Lungau

## Philippinen
- San Agustín (Manila)
- Church of San Agustín in der Gemeinde Paoay

## Polen
- St. Anna und St. Augustin (Babiak) (Frauendorf)
- St. Augustinus (Breslau)

## Tschechien
- St. Augustinus (Strahovice)

## USA
- Kathedrale von St. Augustine in St. Augustine (Florida)
- Saint Augustine by the Sea Catholic Church, Hawaii
- St. Augustine Church (New Orleans), Louisiana
- St. Augustine Church (Cincinnati), Ohio
- Katholische Kirche St. Augustin (Minster), Ohio
- St. Augustine Church (Philadelphia), Pennsylvania
- St. Augustine Church (Dallas, South Dakota)
- St. Augustine Church (New Diggings), Wisconsin
- St. Augustine’s Church (Montpelier, Vermont)